# Tomaspisinella ripuaris
Tomaspisinella ripuaris är en insektsart som beskrevs av Victor Lallemand 1938. Tomaspisinella ripuaris ingår i släktet Tomaspisinella och familjen spottstritar. Inga underarter finns listade i Catalogue of Life.